# Сага (телесеріал)
«Сага» — український драматичний телесеріал телеканалу «Україна». Серіал створений студією Три-Я-Да Продакшн за підтримки Міністерства культури та інформаційної політики України. Режисером проєкту став Дмитро Лактіонов.
Серіал складається з 12 епізодів, які виходили в етер з 5 до 12 жовтня 2020 року.

## Синопсис
Історія родини Козаків починається перед Першою світовою війною. Протягом століття Козаки, разом із країною, переживають усі біди й випробування, що випадають на долю України.
У серіалі «Сага» показано найвизначніші події української історії XX століття: війни, революції, Голодомор, сталінські репресії, окупацію Києва 1941 року, вибух на Чорнобильській АЕС, розпад СРСР, проголошення Незалежності, Помаранчеву революцію та Євромайдан.

## У ролях

### У головних ролях
- Дар'я Плахтій — Христина Козак (16-27 років)
- Олександра Люта — Христина Козак (38-50 років)
- Оксана Архангельська — Христина Василівна Козак (в старості)
- Олександр Печериця — Микита Козак (19-37 років)
- Ніколь Нємчик — Богдана Козак, дочка Христини та Микити (4-5 років)
- Лілія Цвєлікова — Богдана Козак (16-39 років)
- Тамара Морозова — Богдана Козак (45-58 років)
- Ада Роговцева — Богдана Микитівна Козак (в старості)
- Григорій Бакланов — Олександр Козак, син Христини та Микити (18-33 років)
- Яків Кучеревський — Олександр Козак (41-57 років)
- Володимир Міняйло — Олександр Микитович Козак (в старості)
- Олександр Соколов — Сергій Козак, син Христини та Микити (18-33 років)
- Андрій Мостренко — Сергій Козак (41-57 років)
- Еліна Липова — Мар'яна Сосновська (12-14 років)
- Анна Адамович — Мар'яна Сосновська (15-30 років)
- Ольга Радчук — Мар'яна Сосновська, дружина Сергія (39-50 років)
- Аліна Коваленко — Єлизавета Орлова, дружина Олександра (19-29 років)
- Ольга Сумська — Єлизавета Орлова (30-55 років)
- Маргарита Лапіна — Еліна Козак, донька Олександра та Єлизавети (8)
- Дар'я Легейда — Еліна Козак (16-29 років)
- Наталія Доля — Еліна Козак (40+ років)
- Вероніка Шостак — Василина Козак (18-27 років)
- Артур Проценко — Іван Козак (18-22)
- Філіп Процков — Петро Козак, син Сергія та Мар'яни (7-11 років)
- Денис Григорук — Андрій (25-37 років)

- Наталя Денисенко — Галина Козак, дочка Василини та Петра (19-27 років)

### У другорядних ролях
- Віктор Жданов — Ілля Тимофійович Козак, батько Микити
- Олена Хохлаткіна — Варвара Козак, мати Микити
- Леся Липчук — мати Христини
- Денис Роднянський — Мирон, залицяльник Христини
- Григорій Черемушев — Назар
- Юрій Дейнега — Василь, сусід Козаків
- Євген Малуха — отець Сергій
- Віктор Данилюк — директор школи
- Віталій Дерев'янчу — Іван, залицяльник Христини
- В'ячеслав Дудко — Петро Фурсін, чоловік Богдани
- Олександр Форманчук — Михайло, наречений Богдани
- Андрій Луценко — Євген Сосновський, батько Мар'яни
- Ольга Мороз — Лідія Сосновська, мати Мар'яни
- Дмитро Гольдман — Наум Маркович Веленський, лікарів акушер
- Світлана Зельбет — Іда Веленська, дружина Наума
- Ліора Котляр — Лея Веленська, донька Наума
- Анастасія Карпенко — Наталія Штайн, медсестра
- Ольга Максимишина — Дуся, двірничка Козаків
- Ігор Салімонов — Ріхард німець
- Юлія Чепурко — Інна, оперна співачка, радянська шпигунка
- Наталія Кобізька — Люся, подруга Христини
- Станіслав Щокін — Отто, німець
- Дмитро Оськін — Георгій Орлов, генерал, батько Єлизавети
- Олександр Одностальченко — Павло, радянський розвідник
- Олег Коркушко — Андрій Єлізаров, радянський солдат
- Ольга Ціцілінська — Мирослава
- Анастасія Сегеда — Оксана, оперна співачка, подруга Мар'яни
- Олексій Воротніков — Лесь, працівник оперного театру
- Вероніка Бондарєва — Василина (13-15 років)
- Христина Дейлик — Аллочка, подруга Еліни
- Ірина Тамім — Клава, служниця Козаків
- Дмитро Орлов — Колька
- Імадеддіне Камар — Хасан, студент з Алжиру
- Наталія Денисенко
- Ігор Пазич
- Микола Боклан
- Юрій Дяк

## Виробництво

### Фінансування
Керівниця телеканалу «Україна» Вікторія Корогод у серпні 2018 року розповіла, що серіал «Сага» став одним із переможців пітчингу проєктів патріотичного спрямування Міністерства культури та отримав 18,8 млн грн державної фінансової підтримки.

### Фільмування
Зйомки серіалу розпочалися в серпні 2019 року в Києві.
Зйомки картини проходили більш ніж на 70 унікальних локаціях. Серіал «Сага» знімався у Києві та в околицях поряд. Тут творцям вдалося відтворити події, які відбувались у Луганську, Харкові, Львові, Одесі, Трускавці. Серед локацій не тільки історичні вулиці столиці, а і квартири-музеї, Будинок письменників, Оперний театр, Жовтневий палац, Музей національної архітектури та побуту Пирогово, Музей народної архітектури та побуту Середньої Наддніпрянщини, Уваровський дім, Володимирська гірка, науково-дослідні інститути та інші.
У картині знялося 300 українських акторів, для образів яких було створено понад 500 унікальних костюмів. Наймолодшому акторові було пів року.